# Enric
Enric est un prénom masculin catalan apparenté à Henri et pouvant désigner:

## Prénom
- Enric Bernat (1923-2003), homme d'affaires catalan
- Enric Cardona (1886-1966), administrateur sportif espagnol
- Enric Casals i Defilló (1892-1986), compositeur et violoniste catalan
- Enric Casasses (né en 1951), poète et traducteur espagnol
- Enric Cortès (né en 1939), capucin et bibliste catalan
- Enric Crous-Vidal (1908-1987), graphiste et écrivain espagnol
- Enric Duran (né en 1976), militant anticapitaliste catalan
- Enric Gallego (né en 1986), joueur espagnol de football
- Enric Gensana (1936-2005), joueur espagnol de football
- Enric Llansana (né en 2001), joueur néerlandais de football
- Enric Llaudet (1916-2003), chef d'entreprise espagnol
- Enric Marco (né en 1921), syndicaliste et imposteur catalan
- Enric Mas (né en 1995), coureur cycliste espagnol
- Enric Masip (né en 1969), joueur espagnol de handball
- Enric Massó i Urgellès (1914-1986), écrivain espagnol d'expression catalane
- Enric Casadevall Medrano, homme politique andorran, maire de Canillo
- Enric Millo (né en 1960), homme politique espagnol
- Enric Miralles (1955-2000), architecte catalan
- Enric Morera
- Enric Mouly (1896-1981), auteur français d'expression occitane
- Enric Navarro i Borràs (1891-1943), écrivain et dramaturge espagnol
- Enric Palomar (né en 1964), compositeur catalan
- Enric Prat de la Riba (1870-1917), homme politique espagnol
- Enric Rabassa (1920-1980), entraîneur espagnol de football
- Enric Reyna (né en 1940), promoteur immobilier et dirigeant sportif espagnol
- Enric Cristòfor Ricart (1893-1960), graveur et peintre catalan
- Enric Sagnier (1858-1931), architecte catalan
- Enric Sió (1942-1998), auteur espagnol de bandes dessinées
- Enric Torra (1910-2003), pianiste et compositeur espagnol